# Piazza Oberdan (Trieste)
Piazza Guglielmo Oberdan (in origine piazza della Caserma) è una delle principali piazze di Trieste.
È uno dei principali snodi del trasporto pubblico cittadino, posta a poca distanza dalla stazione Centrale, posta Centrale e tribunale, è sede del Consiglio regionale del Friuli-Venezia Giulia.

## Storia

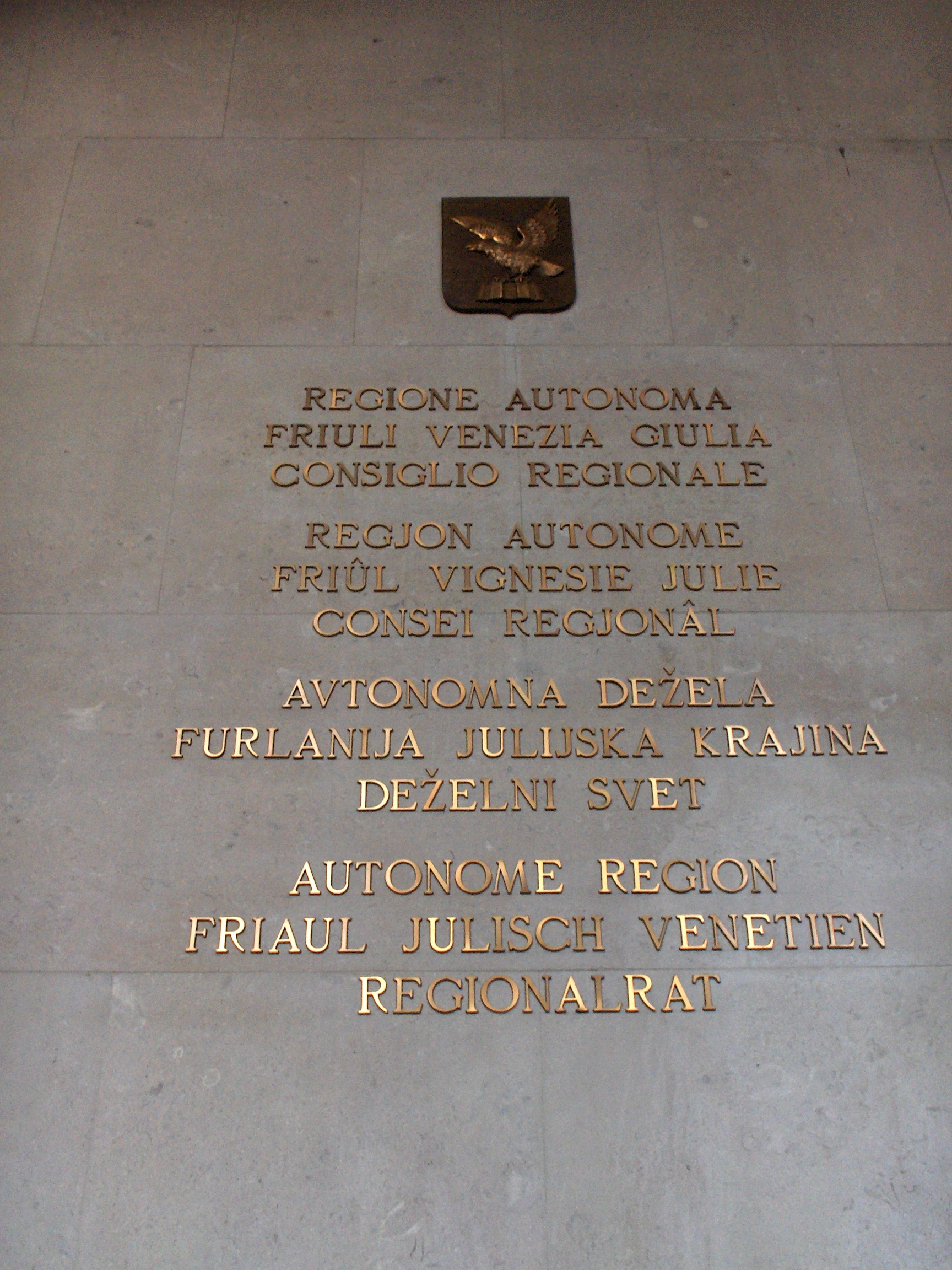
Targa plurilingue sulla sede del Consiglio regionale

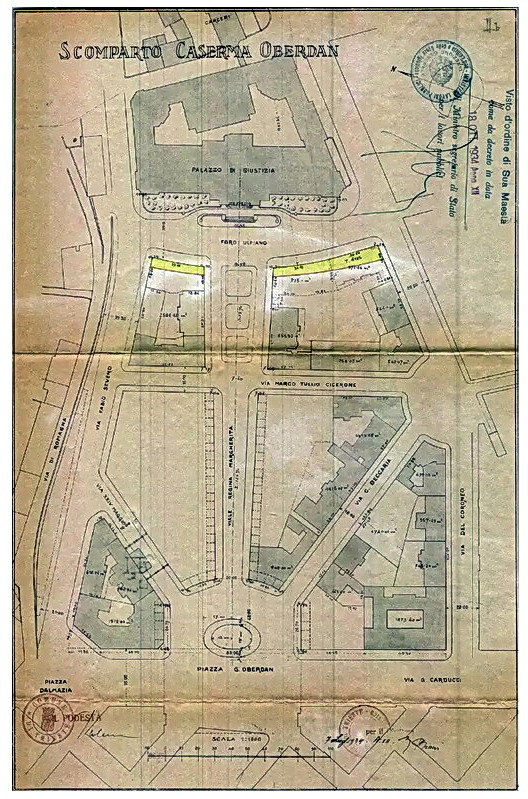
Piano di scomparto dell’esedra Oberdan,1934

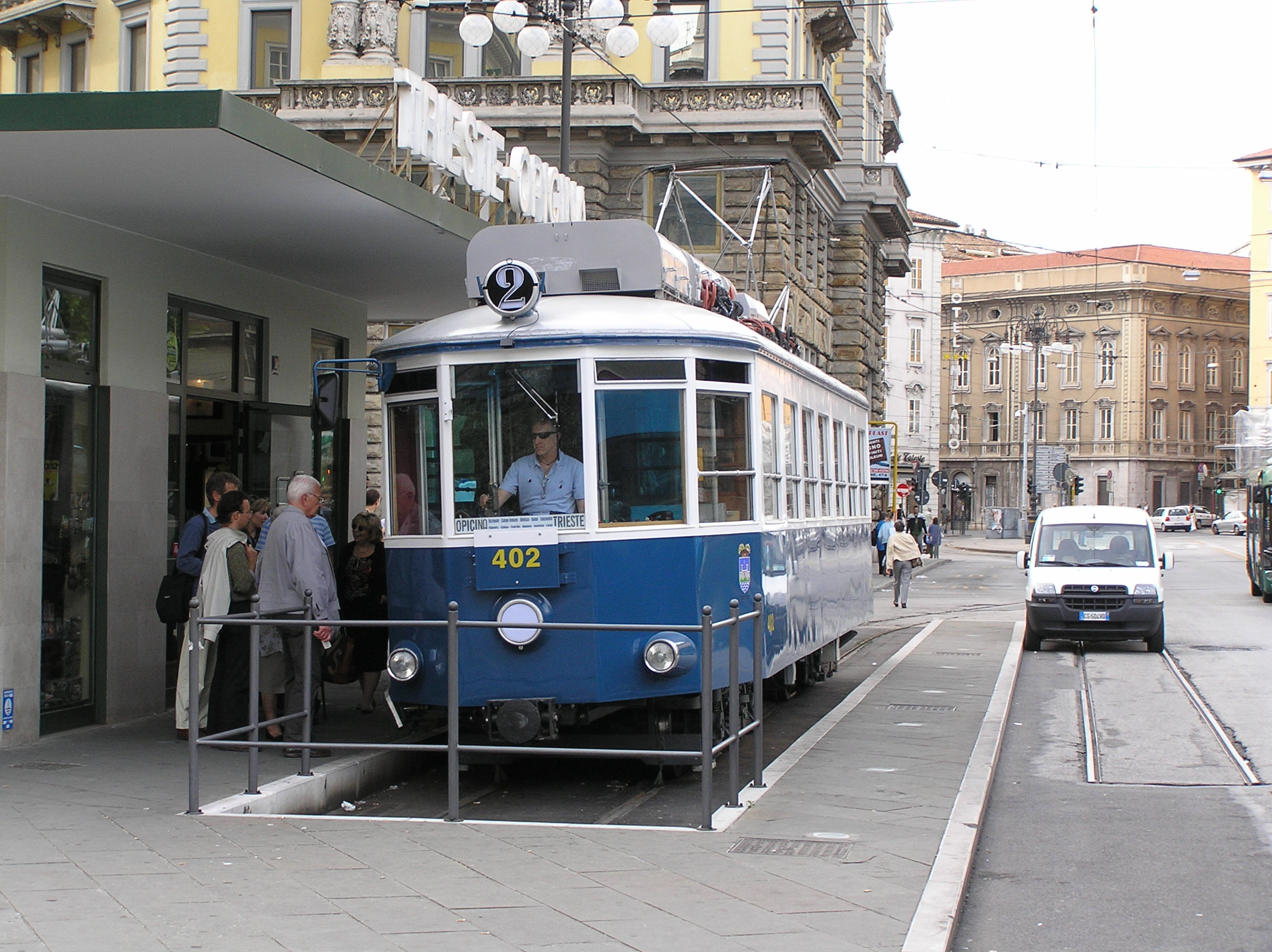
Il capolinea del tram

La piazza era in origine parte della Contrada del Torrente (oggi via Carducci) così chiamata perché caratterizzata dal collettore che convogliava i vari rii di Trieste verso il mare, scavato dopo l'alluvione del 1756. Già nella prima metà dell'ottocento il "torrente" viene coperto dalla strada, sotto la quale continua a scorrere tuttora.
Il 14 giugno 1761 Maria Teresa d'Austria decretò la costruzione di un nuovo ospedale a Trieste, che venne rapidamente costruito nello spazio dell'attuale piazza, ed operò tra il 1764 al 1790 (secondo alcune fonti tra 1766 e 1785) anno in cui venne convertito da Giuseppe II in caserma.
La piazza rimase occupata dai militari per tutto il periodo asburgico, dove nel 1882 venne imprigionato e condotto al patibolo l'irredentista Guglielmo Oberdan, dopo aver attentato alla vita di Francesco Giuseppe.
Con la riorganizzazione dell'esercito austro-ungarico la caserma diviene sede del 97º Reggimento di fanteria dell'esercito territoriale nel 1883.
Nel 1902 la piazza, che già ospitava i binari della rete tranviaria di Trieste, diviene capolinea della tranvia Trieste-Opicina.
Dopo il passaggio di Trieste all'Italia la piazza viene ampliata e radicalmente ricostruita dopo l'abbattimento delle strutture militari, eccezion fatta per la cella di Oberdan, trasformata in sacrario.
Sarà soggetta a lavori di demolizione e costruzione dal 1926 al 1948, mentre la planimetria della piazza verrà definita solo nel 1934.
Umberto Nordio è il principale progettista della riconversione anni trenta, realizzando una serie di scenografiche arcate che incorniciano prospetticamente il Tribunale, opera di suo padre Enrico.
La piazza viene completata con la collaborazione dell'architetto Mario De Renzi nel 1936.
Oltre al Sacrario la piazza diviene sede del Civico museo del Risorgimento e di uffici della RAS, sempre a firma di Nordio, e della sede triestina dell'INA Assitalia disegnata da Ugo Giovannozzi.
Dell'originale piazza della Caserma precedente all'opera dei Nordio rimangono il Narodni Dom dell'architetto Max Fabiani, escluso dalla piazza con la costruzione dell'antistante palazzo Arrigoni tra 1923 e 1925, Palazzo Vianello  (1904, Ruggero Berlam) e l'edificio che oggi ospita un albergo (1804).
Negli anni trenta nella piazza si trova la prima sede di Radio Trieste, nel palazzo della Telve.
A seguito dell'occupazione tedesca si insediano nella piazza le SS.
La zona è sede di scontri durante l'insurrezione del CNL, mentre l'esercito tedesco si asserraglierà nel vicino Tribunale.
Nel secondo dopoguerra fu completata la Casa del Lavoro (in origine Casa dell'Opera nazionale balilla), progettata da Nordio e Raffaello Battigelli tra il Sacrario Oberdan e la Telve.
Questa sarà sede del Centro Internazionale di Fisica Teorica tra il 1964 e il 1972, quando vi si trasferisce il Consiglio regionale.

## Cantico dei Cantici
Al centro della piazza si trova un'aiuola ellissoidale con una fontana sopra la quale è posto il monumento al Cantico dei Cantici, di Marcello Mascherini, più noto ai triestini come statua "dei Fidanzatini".
Il nome popolare è dovuto ad un fatto realmente accaduto durante la seconda guerra mondiale, ricordato abitualmente durante il Giorno della Memoria. Il 19 marzo 1945 il ventiduenne Pino Robusti attende la sua fidanzata nella piazza, quando viene fermato ed arrestato dalle SS (probabilmente perché ritenuto assente dal lavoro coatto presso la Todt) e condotto alla Risiera di San Sabba. Il 5 aprile scrive una lettera che ripercorre gli eventi ed i suoi sentimenti.